# Typhlatya dzilamensis
Typhlatya dzilamensis is een garnalensoort uit de familie van de Atyidae. De wetenschappelijke naam van de soort is voor het eerst geldig gepubliceerd in 2005 door Alvarez, Iliffe & Villalobos.